# Felip Dalmau I de Rocabertí

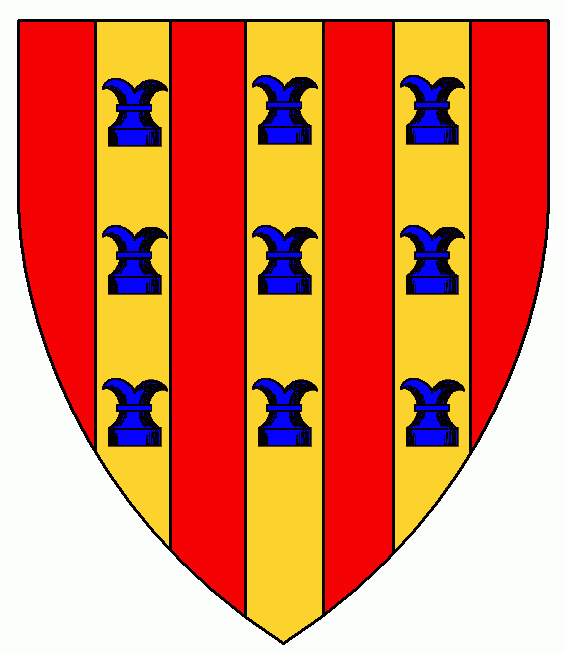
Armes dels Rocabertí

Felip Dalmau (I) de Rocabertí i de Montcada fou vescomte de Rocabertí entre 1342 i 1392.
Home molt influent en les altes esferes polítiques del seu temps, fou també un home de lletres relacionat amb els cercles il·lustrats i els poetes de l'època.

Era fill del vescomte Jofre V de Rocabertí i d'Elisenda de Montcada, neboda de la reina homònima. Va començar la seva vida com a noble bregós en diferents bandositats contra el vescomte de Cardona i el comte d'Urgell i l'infant Ramon Berenguer. Al cap de poc temps (1357), participava en la guerra de Castella i el 1361 era un dels encarregats de negociar la pau, juntament amb Bernat II de Cabrera i Galceran de Cruïlles; com que la pau fou poc duradora, tornà a la lluita i es va mostrar molt eficient a Carinyena i a Aiora.
Quan Pere III el Cerimoniós va fer executar el seu privat Bernat II de Cabrera, Felip Dalmau retornà als seus dominis i plantà cara al rei, però el conflicte acabà amb la mediació dels comtes d'Urgell i de Foix. Així, el 1366 ja tornava a actuar com a militar defensant el Rosselló de l'atac de Jaume de Mallorca, però no se sentia gaire compromès amb el rei d'Aragó i va passar al servei d'Enric de Trastàmara, a Castella, al qual prestà serveis molt decisius en el seu ascens a la corona.
A partir de 1368 Felip Dalmau tornava a ser a Catalunya, ara molt lligat a l'hereu, Joan, duc de Girona, del qual fou camarlenc. La reconciliació amb el rei va venir gràcies al fet literari, en ser un dels agregats culturals del rei, juntament amb l'infant Pere, comte de Ribagorça. El 1374 va participar en la defensa del coll de Panissars amb Barenguer Galceran de Pinós i Andreu I d'Illa i Canet contra la invasió de Catalunya que intentava Jaume IV de Mallorca, i quan el 1381 Pere el Cerimoniós va acceptar la sobirania dels ducats d'Atenes i Neopàtria hi envià Felip Dalmau com a primer vicari general dels territoris, però s'hi va estar poc temps. De tornada a Catalunya, el rei li encomanà d'anar a alliberar la reina Maria de Sicília del setge que li havia posat el baró sicilià Artal d'Alagó al castell d'Agosta i de portar-la a Barcelona.

Quan el rei Pere i el seu fill es van distanciar definitivament, Felip Dalmau va prendre partit per l'hereu i això li va suposar un breu exili. A la mort del rei Pere (1387), tornà i fou un home de confiança del nou monarca. El 1389 va defensar el Rosselló de la Invasió d'Armanyac per part de Joan III d'Armagnac. Fou en aquesta època, sent abadessa del monestir de Bell-lloc Garsenda Çagarriga quan Felip Dalmau feu la cessió del palau de Peralada, perquè s'hi instal·lessin les monges del convent de Bell-lloc, car que aquestes estaven en una situació molt precària en el seu convent.
| « | De grat y certa ciència per Nos y nostres hereus successors presents y esdevenidors, donam e concedim ab perpetua donació, pura perfecta e irrevocable, que se diu entre vius, a V.M. venerable religiosa Domina Garsenda, per la gràcia de Déu, priora de dit monestir, present i acceptant, a les canongesses y convent de l'expressat Monestir y a les succesores de V.M. en lo mateix ja referit tot aquell espay o sol de terra nostra anomenat Palau, que tenim y se cerca y a prop de la yglesia de San Martí de dita vila, enversa la part de tramontana, y també d'una certa capella anomenada de Sant Fructuós, allí mateix en lo dit lloc anomenat Palau, existent y fundada, com així mateix qualsevola camps, hospicis o casas, patis, gardins o carrers o altres qualsevols aspays. | » |

El 1392 s'embarcava cap a Sicília amb l'expedició de l'infant Martí, duc de Montblanc. Morí en aquesta illa aquell mateix any.

## Obres
Es conserva un debat poètic entre Felip Dalmau de Rocabertí i Jaume March sobre la primacia de l'estiu o de l'hivern, clos amb una "sentència" rimada escrita per Pere III.
Compartia amb el cardenal Jaume de Prades, bisbe de València, i amb el mateix rei Joan I, una forta afecció per la falconeria, en la qual se'l considerava un expert. Aquesta circumstància, ben documentada, va fer creure durant un temps que ell era el "vescomte de Rocabertí" que consta com a autor d'un Llibre de cetreria que es conserva en català, dedicat a un "cardenal de València", i el "vescomte de Rocamartín" que citen fonts castellanes de la matèria. Actualment, s'ha establert que l'autor real d'aquesta obra, i el vescomte citat per aquestes fonts, és Jofre VII de Rocabertí.

## Núpcies i descendència
Felip Dalmau es casà en primeres núpcies amb Antònia d'Alagó, filla d'Artal d'Alagó, amb la qual no va tenir descendència.
En segones núpcies es casà amb Esclarmonda de Fenollet, filla de Bertran de Fenollet, germà de Pere VII de Fenollet, vescomte d'Illa-Canet.
D'aquest matrimoni van néixer: 
- Jofre VI de Rocabertí, hereu del vescomtat
- Joana de Rocabertí, casada amb Pere II d'Empúries
- Elieta, casada amb Hug II d'Anglesola, senyor de Miralcamp
- Bernat Hug
- Belarmunda
- Esclarmonda (o Elvira), casada amb Ramon de Perellós, vescomte de Roda i de Perellós
- Elisenda